# Abtenau
Abtenau, im Salzburger Dialekt (d') Åbtnau [ɔbˈdnaʊ̯], ist eine österreichische Marktgemeinde im Bezirk Hallein (Bundesland Salzburg) mit 6041 Einwohnern (Stand 1. Jänner 2024).

## Geografie

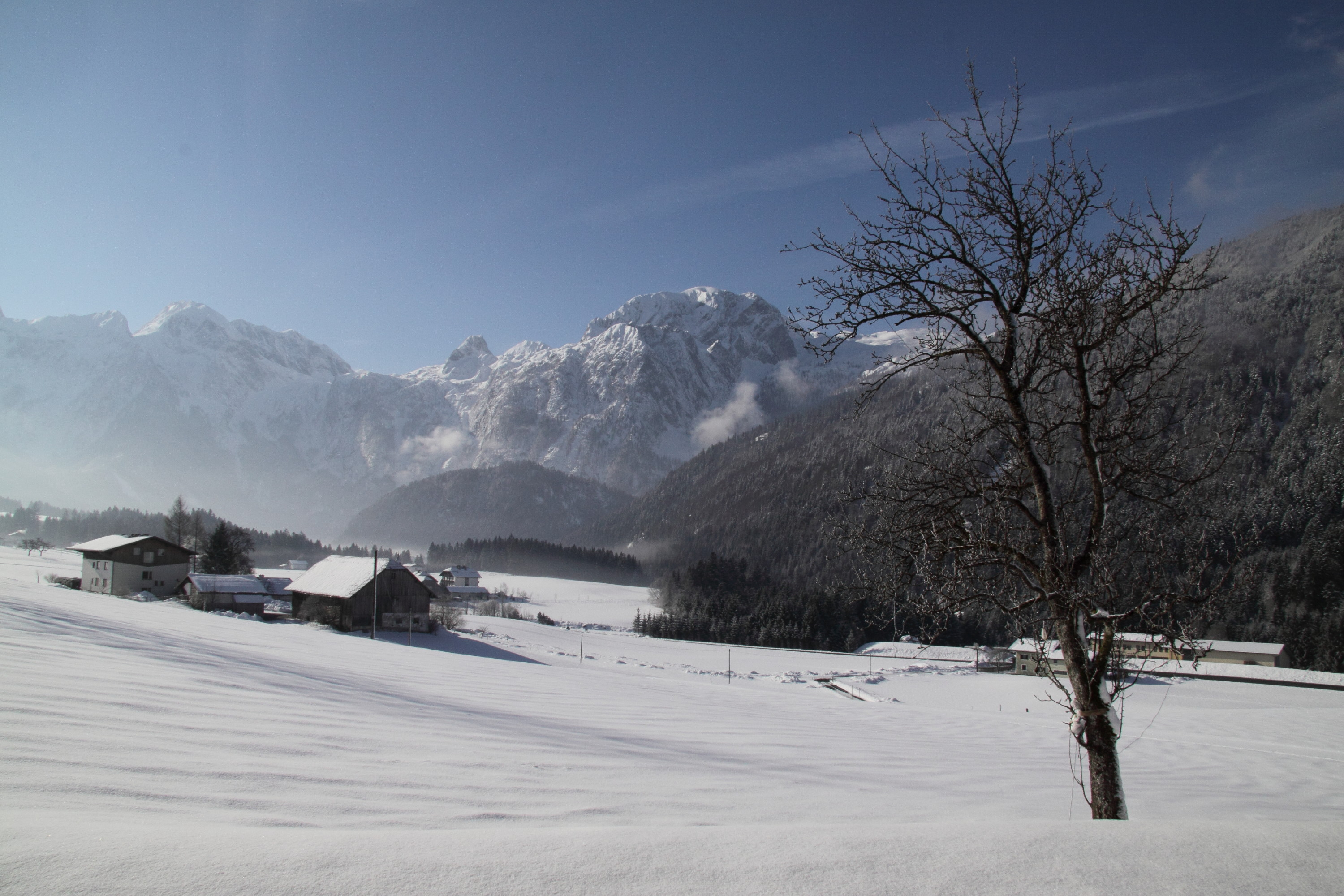
Das Tennengebirge, von Abtenau-Waldhof

Die Gemeinde liegt im Lammertal im Tennengau des Salzburger Landes, etwa 45 Kilometer südlich von Salzburg.
Die Gemeinde umfasst das gesamte mittlere Tal der Lammer, von der Engstelle am Wallingwinkl (oberhalb der Lammeröfen), mit dem unteren Aubach als Grenze, bis zur Engstelle am Stümmelleitgraben zwischen dem Schober (1791 m ü. A.) des Tennengebirges und der Zwieselalm des Dachsteinmassivs. Hauptsiedlungsraum ist das Abtenauer Becken, die eigentliche Flur Abtenau liegt am Klausgraben, links südlich der Lammer, auf einer Hochfläche 100 Meter über der Lammer.
Im Norden erstreckt sich das Gemeindegebiet bis an den Hauptkamm der Osterhorngruppe der Salzburger Voralpen respektive Salzkammergut-Berge, vom Gruberhorn (1732 m ü. A.) bis zum Braunedlkogel (1894 m ü. A.), mitsamt einem Teil der Postalmregion. Im Südwesten gehört das ganze nordöstliche Tennengebirge dazu, bis an den Scheiblingkogel (2289 m ü. A.) und Bleikogel (2411 m ü. A.). Im Südosten bildet der Gosaukamm, der Nordwestausläufer des Dachsteinmassivs, die Landesgrenze zu Oberösterreich, Eckpunkt bildet das Törleck (1618 m ü. A.) bei der Gablonzer Hütte. Am Rußbach Richtung Pass Gschütt liegt die Grenze an der Linie Walchenbach–Knablbach vor der Rußbacher Talweitung.

### Gemeindegliederung

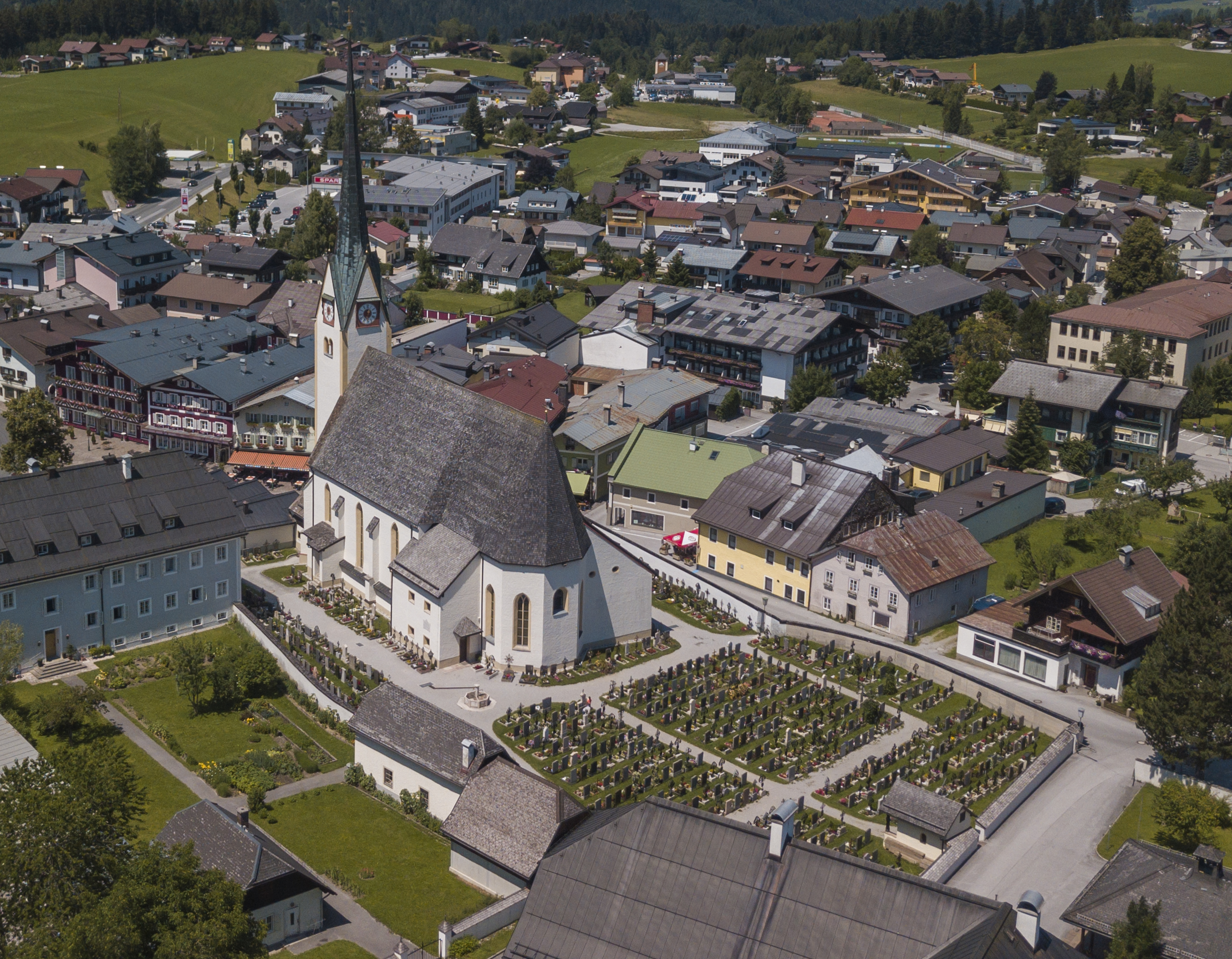
Zentrum von Abtenau

Die Gemeinde besteht aus den neun Katastralgemeinden Abtenau Dorf, Abtenau Markt, Fischbach, Leitenhaus, Rigaus, Schorn, Seetratten, Seidegg und Unterberg.
Das Gemeindegebiet umfasst folgende 23 Ortschaften (in Klammern Einwohnerzahl Stand 1. Jänner 2024):
- Abtenau (1221)
- Au (541)
- Döllerhof (448)
- Erlfeld (180)
- Fischbach (431)
- Gseng (23)
- Hallseiten (49)
- Kehlhof (537)
- Leitenhaus (157)
- Lindenthal (518)
- Möselberg (108)
- Pichl (491)
- Rigaus (218)
- Salfelden (81)
- Schorn (291)
- Schratten (126)
- Seetratten (96)
- Seydegg (21)
- Stocker (134)
- Unterberg (48)
- Wagner (102)
- Waldhof (178)
- Wegscheid (42)

Abtenau gehört zum Planungsverband Lammertal.
Bis Ende 2002 gehörte die Gemeinde zum Gerichtsbezirk Abtenau, seit 2003 ist sie Teil des Gerichtsbezirks Hallein.

### Nachbargemeinden
| Hintersee (Bez. Salzburg-Umgebung)      | Sankt Gilgen (Bez. Salzburg-Umgebung)           | Strobl (Bez. Salzburg-Umgebung)                 |
| Sankt Koloman Scheffau am Tennengebirge | Kompassrose, die auf Nachbargemeinden zeigt     | Rußbach am Paß Gschütt Gosau (Bez. Gmunden, OÖ) |
| Werfenweng (Bez. St. Johann)            | Sankt Martin am Tennengebirge (Bez. St. Johann) | Annaberg-Lungötz                                |

## Geschichte

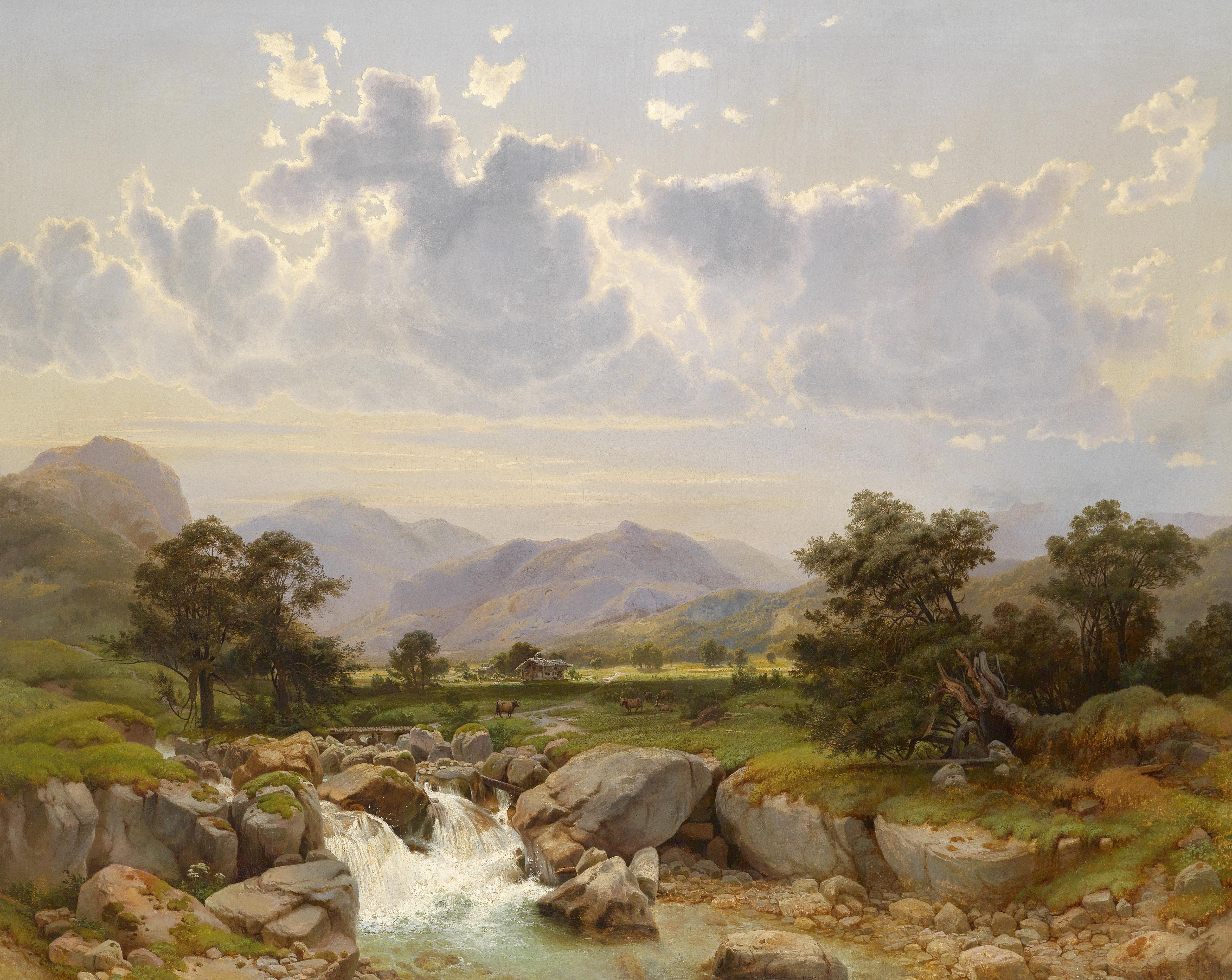
Die Abtenau im 19. Jahrhundert (Julius Rose, 1861)

Die Ortslage ist erstmals 1124 in einer Urkunde des Stifts St. Peter zu Salzburg erwähnt, Appanouwa (zu ‚Aue‘) als Rodung im bis dahin weitgehend unbesiedelten Tal der (schon um 800 so genannten) Lamara. Erzbischof Konrad I. gab sie den Äbten von St. Peter zu Eigen. Schon 1191 ist dann eine Kirche mit Pfarrstelle und vollen Pfarrrechten urkundlich genannt (die heutige Blasiuskirche),
1507 wurde Abtenau durch den Landesherrn Erzbischof Leonhard von Keutschach zum Markt erhoben. 1816 kam der Ort mit Salzburg zu Österreich. Der Bauernbefreiung 1848 folgte die Bildung der Ortsgemeinde im Jahr 1850.
1939 wurden die Ortsteile Wallingwinkl und Weitenau von der Marktgemeinde Abtenau abgetrennt und der Gemeinde Scheffau zugeschlagen.
Eine intensive Entwicklung zu einem zweisaisonalen Urlaubsort setzte nach dem Zweiten Weltkrieg ein.

## Politik

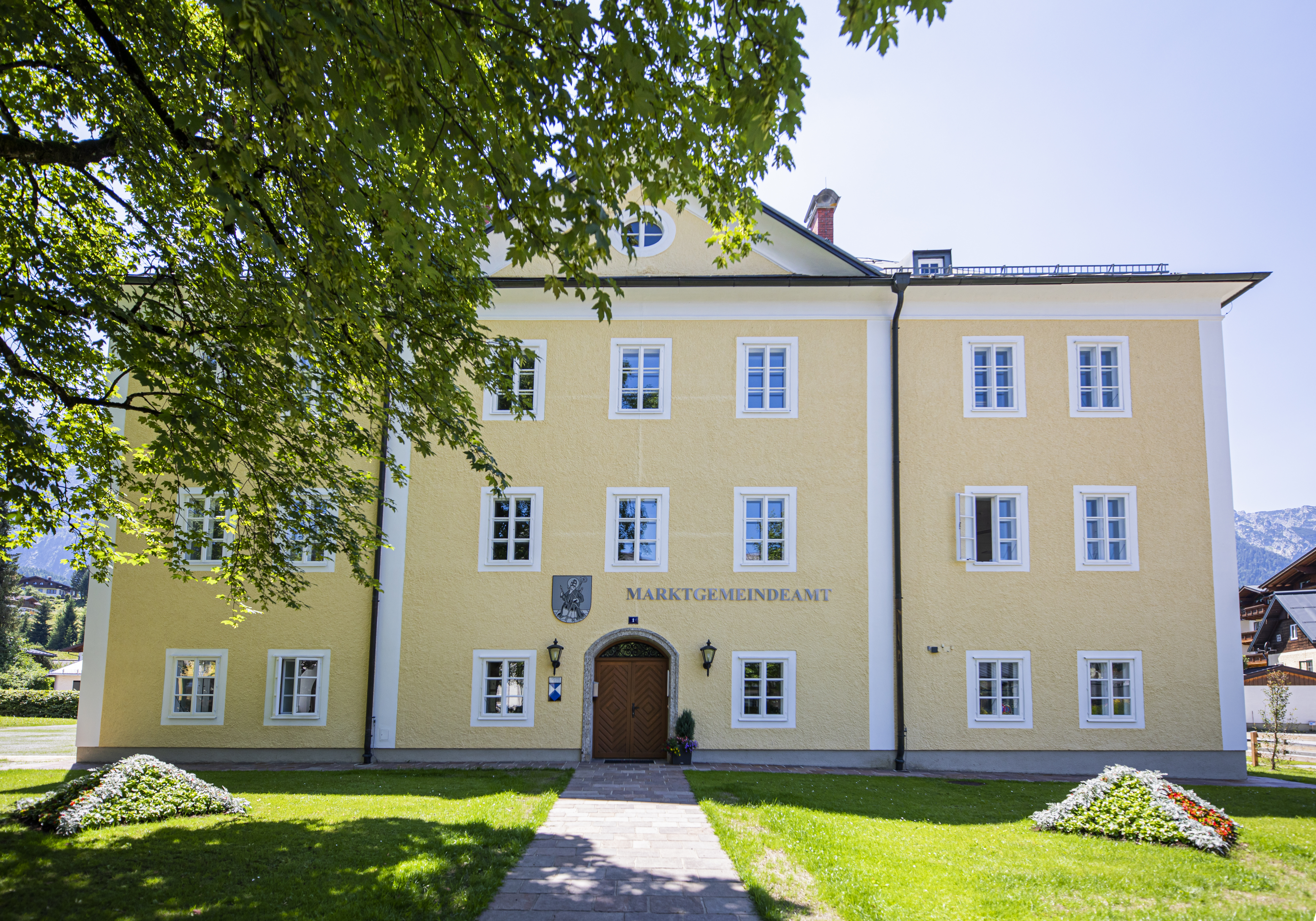
Gemeindeamt Abtenau

### Gemeinderat
| Gemeinderatswahl 2024Wahlbeteiligung: 75,3 % 706050403020100 61,5 % (−6,0 %p)29,3 % (+5,6 %p)9,3 % (+5,8 %p)n. k. % (−5,5 %p) ÖVPSPÖFPÖGRÜNE20192024 |

Die Gemeindevertretung hat insgesamt 25 Mitglieder.
- Mit den Gemeindevertretungs- und Bürgermeisterwahlen in Salzburg 2004 hatte die Gemeindevertretung folgende Verteilung: 14 SPÖ, und 11 ÖVP.
- Mit den Gemeindevertretungs- und Bürgermeisterwahlen in Salzburg 2009 hatte die Gemeindevertretung folgende Verteilung: 12 SPÖ, 12 ÖVP, und 1 FPÖ.[3]
- Mit den Gemeindevertretungs- und Bürgermeisterwahlen in Salzburg 2014 hatte die Gemeindevertretung folgende Verteilung: 14 ÖVP, 9 SPÖ, 1 FPÖ, und 1 Neos.[4]
- Mit den Gemeindevertretungs- und Bürgermeisterwahlen in Salzburg 2019 hatte die Gemeindevertretung folgende Verteilung: 18 ÖVP, 6 SPÖ und 1 GRÜNE.[5]
- Mit den Gemeindevertretungs- und Bürgermeisterwahlen in Salzburg 2024 hat die Gemeindevertretung folgende Verteilung: 16 ÖVP, 7 SPÖ und 2 FPÖ.[6]

### Bürgermeister
- 1929–1935 Thomas Auer (CSP) (1865–1942), Salzburger Landtagsabgeordneter[7]
- 1949–1978 Heinrich Rettenbacher (ÖVP), Salzburger Landtagsabgeordneter[8]
- 1978–1994 Lorenz Köppl (ÖVP)[9]
- 1994–2014 Johann Quehenberger (SPÖ)[10]
- seit 2014 Johann Schnitzhofer (ÖVP)[11]

### Wappen
Das Wappen der Gemeinde zeigt den Pfarrpatron, den Heiligen Blasius und ist wie folgt beschrieben:
Im blauen Felde, auf pflasterartigem Boden stehend, die Gestalt des heiligen Blasius: ein goldnimbierter, mit rotem Pluviale bekleideter Bischof, in der Rechten eine brennende Kerze und in der Linken einen Bischofsstab haltend.

### Gemeindepartnerschaften
Abtenau pflegt zwei Partnerschaften:
- Münster (Hessen), Deutschland, seit 1971
- Big Bear Lake, Kalifornien, USA, seit 1985

## Kultur und Sehenswürdigkeiten

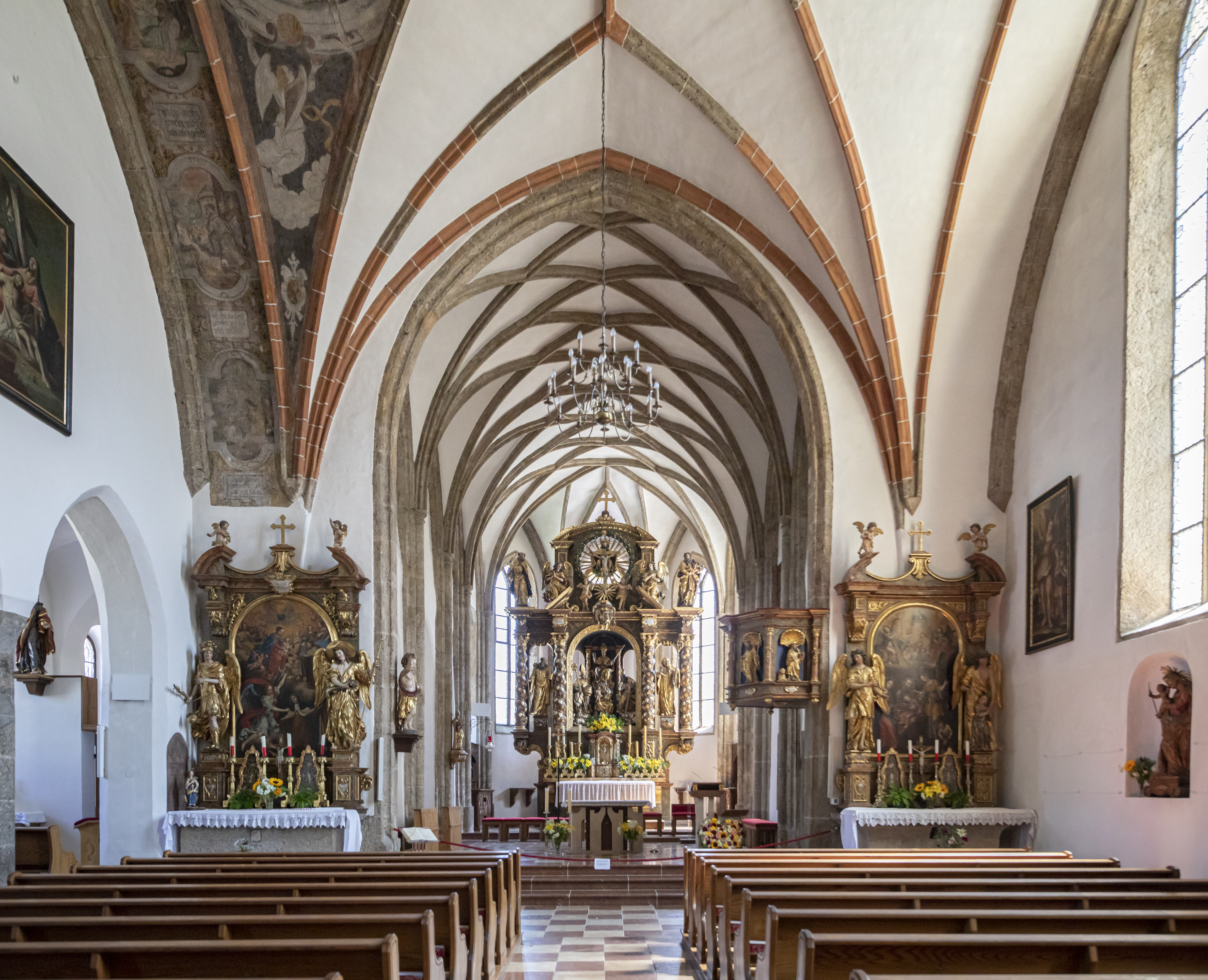
Pfarrkirche Abtenau

- Katholische Pfarrkirche Abtenau hl. Blasius: Die gotische Kirche zeigt durch Umbauten und Erweiterungen auch barocke Züge. Sehenswert sind der Hochaltar und die Seitenaltäre aus dem 17. Jahrhundert und im Mittelschiff 1939 freigelegten Gewölbe-Fresken aus dem 16. Jahrhundert. Die Schreinfiguren des ehemaligen Hochaltars, der das Hauptwerk von Andreas Lackner ist, befindet sich heute im Belvedere Wien.[13]
- Katholische Filialkirche Mühlrain Unsere Liebe Frau
- Katholische Filialkirche Radochsberg Heiliges Herz Jesu und hl. Leonhard
- Katholische Filialkirche Rigaus-Voglau hl. Josef der Arbeiter
- Bezirksgericht Abtenau
- Museum Arlergut: Das Heimatmuseum ist im ehemaligen Bauernhaus, dem Arlerhof, untergebracht.

### Sport und Freizeit
- Skigebiet Abtenauer Bergbahnen am Karkogel, sowie Langlauf, Sommerrodelbahn und Mountain Cart, Paragliding (Gleitschirmfliegen)
- Ski- und Wandergebiet Postalm
- Terrassen-Schwimmbad Abtenau
- Minigolf
- Im Ort gibt es auch ein Kino und ein Theater.[14]

## Wirtschaft und Infrastruktur

### Wirtschaftssektoren
Von den 321 landwirtschaftlichen Betrieben des Jahres 2010 wurden 133 im Haupt- und 164 im Nebenerwerb und 24 von juristischen Personen betrieben. Diese 24 bewirtschafteten neunzig Prozent der Flächen. Im Produktionssektor waren beinahe zwei Drittel der Erwerbstätigen mit der Herstellung von Waren beschäftigt, knapp dreißig Prozent arbeiteten im Baugewerbe. Die größten Arbeitgeber im Dienstleistungssektor waren der Handel und die sozialen und öffentlichen Dienste mit jeweils 330 Erwerbstätigen (Stand 2011).
| Wirtschaftssektor            | Anzahl Betriebe | Anzahl Betriebe | Erwerbstätige | Erwerbstätige |
| Wirtschaftssektor            | 2011            | 2001            | 2011          | 2001          |
| ---------------------------- | --------------- | --------------- | ------------- | ------------- |
| Land- und Forstwirtschaft 1) | 321             | 345             | 293           | 196           |
| Produktion                   | 77              | 49              | 1098          | 992           |
| Dienstleistung               | 318             | 244             | 1064          | 1192          |

1) Betriebe mit Fläche in den Jahren 2010 und 1999
| Von den fast 3000 Erwerbstätigen, die 2011 in Abtenau wohnten, arbeiteten rund sechzig Prozent in der Gemeinde und vierzig Prozent pendelten aus. Von der Umgebung kamen mehr als 700 Menschen zur Arbeit nach Abtenau. In den Jahren 2010 bis 2019 zählte Abtenau jährlich rund 220.000 Übernachtungen. Die Wintersaison hat eine Spitze im Februar mit 34.000 Übernachtungen. Die Monate Juli und August haben jeweils über 32.000 Übernachtungen (Stand 2019). | Hier fehlt eine Grafik, die leider im Moment aus technischen Gründen nicht angezeigt werden kann. Wir arbeiten daran! |

### Bildung
- Volksschule Markt
- Volksschule Radochsberg
- Volksschule Voglau
- Neue Mittelschule Abtenau
- Polytechnische Schule
- Sonderpädagogisches Zentrum Abtenau

## Persönlichkeiten

### Söhne und Töchter der Gemeinde
- Franz Bachler (1915–2003), Erzabt von St. Peter zu Salzburg
- Michaela Eßl (* 1988), Skibergsteigerin
- Johanna Gehmacher (* 1962), Historikerin und Hochschullehrerin
- Thomas Greinwald (1821–1875), Bildhauer
- Matthias Lanzinger (* 1980), Skirennläufer
- Helmut Lindenthaler (* 1962), Politiker (ÖVP), Abgeordneter zum Salzburger Landtag
- Alexandra Meissnitzer (* 1973), Doppelweltmeisterin und Weltcup-Gesamtsiegerin Ski Alpin
- Edmund Wagenhofer (* 1944), Abtpräses der Slawischen Benediktinerkongregation
- David Zwilling (* 1949), Skirennläufer, Weltmeister in der Abfahrt 1974
- Johann Schnitzhofer (* 1970), Politiker (ÖVP), Abgeordneter zum Salzburger Landtag und Bürgermeister
- Mario Fuchs (* 1976), Snowboarder
- Anna Buchegger (* 1999), Sängerin

### Ehrenbürger
Ehrenbürger der Gemeinde sind:
- 1972 Heinrich Rettenbacher, Bürgermeister
- 1976 Gottfried Schmidt
- 1994 Lorenz Köppl, Bürgermeister
- 2000 Walter Lindenthaler, Amtsleiter
- 2003 Albert Wieser
- 2010 Edmund Wagenhofer
- 2015 Johann Quehenberger, Bürgermeister[21]